# Det Baltiske Forsvarsakademi
Det Baltiske Forsvarsakademi (engelsk: Baltic Defence College, estisk: Balti Kaitsekolledž, lettisk: Baltijas Aizsardzības koledža, litauisk: Baltijos gynybos koledžas; officielt akronym BALTDEFCOL, almindeligvis også BDCOL) er et multilateralt fælles forsvarsakademi etableret 1999 i byen Tartu i Estland, der uddanner officerer fra de tre baltiske lande samt fra det øvrige NATO og EU og andre europæiske lande som Ukraine, Moldova, Bosnien-Herzegovina, Georgien og Rumænien.
BALTDEFCOLs kerneaktivitet er det værnsfælles generalstabskursus (engelsk: Joint Command and General Staff Course; JCGSC). Dette ligner på de fleste områder andre NATO-landes ét-årige generalstabskurser. BALTDEFCOL er dog usædvanligt ved at være ejet og drevet af de tre baltiske lande i fællesskab, og ved at være understøttet af omkring tyve lande, primært NATO-medlemmer. Akademiets militære og akademiske undervisere og stab har fra begyndelsen været en multinational blanding fra et dusin lande, i de tidlige år med dansk-svensk overvægt og ledelse idet hovedparten af støtten kom fra disse lande. Det multinationale aspekt tillader generelt BALTDEFCOLs kursister større frihed til at beskæftige sig med problemstillinger der ville være kontroversielle i en national ramme og overveje uortodokse løsninger. Siden 2004 har BALTDEFCOL gennemført kurser for de højeste officersgrader (engelsk: Higher Command Studies Course; HCSC). Desuden gennemføres et embedsmandskursus (engelsk: Civil Servants Course; CSC), der videreuddanner embedsmænd der arbejder med national sikkerheds-og forsvarspolitik.
Den første kommandant af BALTDEFCOL, den danske brigadegeneral M. H. Clemmesen (Hæren), pensioneredes fra stillingen i december 2004. Stillingen bliver nu roteret mellem de tre baltiske lande.
- 1998–2004 brigadegeneral Michael H. Clemmesen (DK)
- 2004–2007 brigadegeneral Algis Vaičeliūnas (LT)
- 2007–2010 brigadegeneral Gundars Ābols (LV)
- 2010– brigadegeneral Meelis Kiili (EE)

I maj 2005 blev den første kommandant i BALTDEFCOL belønnet med en St. Germain medalje i guld Det Krigsvidenskabelige Selskab, henvisningen nævner også hans initiativ og arbejde med etablering og drift af akademiet.
Hvert af de tre baltiske lande har hvert år siden 1999 i snit ladet knap ti af deres officerer med størst potentiale gennemgå generalstabs- og chefkurserne. Denne stadig større gruppe af stabsofficerer og chefer på højeste niveau præger efterhånden de tre baltiske landes militære stabe og chefgrupper. Uddannelsen af baltiske officerer i NATO-procedurer og -standarder har gjort at en stigende andel af akademiets undervisere, i 2012 omkring to tredjedele, har kunnet hentes fra de tre baltiske lande. BALTDEFCOL udgiver et antal tidsskrifter og lejlighedsvise publikationer, der er tilgængelige fra akademiets hjemmeside.